# Richard Davis (musicien techno)
Pour les articles homonymes, voir Richard Davis, Davis et Dauchez.
Richard Davis (né en 1952) est un musicien américain de techno et d'electro. Il est, avec Juan Atkins, membre du duo Cybotron.

## Biographie
Vétéran de la guerre du Viêt Nam, il se rencontre avec Juan Atkins alors qu'il est étudiant au Washtenaw Community College. Ils forment ensuite le groupe Cybotron au début des années 1980. Davis sort également sa propre musique sous le pseudonyme 3070. Avec Cybotron et 3070, Davis joue un rôle important dans la fondation de la scène techno de Détroit encore naissante dans les années 1980.